# Señorita 89
Señorita 89 es una serie de televisión mexicana, producida por Pablo Larraín y Juan de Dios Larraín, dirigida por Lucía Puenzo y Nicolás Puenzo y escrita por María Renée Prudencio, creada por la compañía chilena de los hermanos Larraín, Fábula, y distribuida por Pantaya y Starzplay. Se estrenó el 27 de febrero de 2022. Está protagonizada por Ilse Salas, Natasha Dupeyrón, Bárbara López,  Marcelo Alonso, Ximena Romo, Ianis Guerrero y Leidi Gutiérrez.
En octubre de 2022, la serie fue renovada para una segunda temporada que se estrenó el 13 de marzo de 2024 en Universal+.

## Reparto
- Ilse Salas como Concepción López-Morton.
- Natasha Dupeyrón como Isabel (Miss Yucatán)
- Leidi Gutiérrez como Jocelyn (Miss Chihuahua).
- Bárbara López como Dolores (Miss Guerrero).
- Coty Camacho como Ángeles (Miss Oaxaca).
- Getsemani Vela como Miss Guanajuato.
- Nuria Vega como Miss Tlaxcala.
- Costanza Andrade como Miss Querétaro.
- Ximena Romo como Elena.
- Marcelo Alonso
- Juan Manuel Bernal
- Luis Ernesto Franco
- Flor Edwarda Gurrola como Luisa.
- Ianis Guerrero como Antonio.
- Mónica del Carmen como Licha.
- Mabel Cadena
- Aída López
- Ari Brickman
- Nico Galán como Lío.
- Ruth Ramos como Carla.

## Producción
La serie comenzó sus filmaciones el 6 de mayo de 2021 de la mano de los creadores de la serie chilena La Jauría, Lucía Puenzo y Nicolás Puenzo, siendo producida por el galardonado director Pablo Larraín y su hermano Juan de Dios Larraín a través de su productora Fábula Producciones junto a la empresa Fremantle. A la par del anuncio de las filmaciones, se dio a conocer que Ilse Salas, Edwarda Gurrola y Bárbara López encabezaría el reparto, junto a Natasha Dupeyrón, Marcelo Alonso, Ximena Romo, Juan Manuel Bernal, Luis Ernesto Franco y Mabel Cadena.
La serie fue escrita en su mayoría por guionistas mujeres entre las qué se encuentra la propia directora Lucía Puenzo, junto a la también actriz boliviana María Renée Prudencio y Tatiana Merenuk, mientras que la dirección añade a Nicolás Puenzo, Sílvia Quer y Jimena Montemayor, esta última también está encargada de la fotografía de la serie. Sobre la historia de la producción, la directora añadió:
Lucía Puenzo agregó que era muy importante no victimizar a las misses, el objetivo es ser una ventana crítica que, tomando en cuenta el desarrollo sociopolítico de la actualidad, genere una reflexión a través de la narrativa.

## Música
La banda sonora de la película, así como el tema principal, serán interpretados por la baterista y productora musical chilena Francisca Straube aka Rubio, quién creó el tema principal del proyecto, titulado 'Buena suerte muchacha'.

## Marketing
El primer póster y teaser tráiler de la serie fue lanzado el 23 de diciembre de 2021 a través del canal de YouTube oficial de Pantaya, mientras que los pósteres oficiales fueron lanzados el 26 de enero de 2022. El tráiler oficial de la serie se lanzó el 30 de enero de 2022 en todas las redes y sitios oficiales de las compañías distribuidoras, Starzplay y Pantaya.